# 托马什·乌伊法卢希
托马什·乌伊法卢希（捷克語：Tomáš Ujfaluši，1978年3月24日—），捷克足球运动员，司職後衛。

## 生平
出身於捷克一些小型球會，曾效力德甲中下游球會汉堡四年。2004年他效力意甲的費倫天拿。他於費倫天拿期間他成為了後防主力，但由於球會實力所限，未能贏得意甲聯賽冠軍。
他曾隨國家隊出戰2006年世界盃和2008年歐洲國家盃。不幸由於兩屆捷克都處於調整期，青黃不接，使他在兩屆都只能在分組賽後打道回府。
2010:马竞主席塞雷佐：乌伊法鲁西是正人君子 伤梅西绝非有意